# Schmidtov teleskop
Schmidtov teleskop (tudi Schmidtov daljnogled ali Schmidtova kamera) je astronomski teleskop, ki omogoča široko vidno polje z majhnimi aberacijami. Podobni konstrukciji sta Wrightov teleskop in Lurie-Hougtonov teleskop.
To vrsto teleskopa je izdelal estonsko-nemški optik Bernhard Schmidt. Sestavlja ga krogelno glavno zrcalo in nekrogelne korekcijske leče, znane kot korekcijska plošča. Korekcijska plošča je nameščena v središču ukrivljenosti glavnega zrcala. Objektiv ali film ležita znotraj teleskopa v gorišču glavnega zrcala. Konstrukcija omogoča zelo hitra žariščna razmerja in sočasno nadziranje kome in astigmatizma.